# Caroline Corr
Caroline Georgina Corr MBE (* 17. března 1973, Dundalk, hrabství Louth, Irsko) je irská bubenice a zpěvačka. Je členkou folk-rockové skupiny The Corrs.

## Mládí
Caroline se narodila ve městě Dundalk, County Louth na východním pobřeží Irska, 50 mil severně od Dublinu, Jean a Gerrymu Corrovým. Vyrůstala v katolickém prostředí. Caroline má tři sourozence: starší sestru Sharon Corr, staršího bratra Jima Corra a mladší sestru Andreu Corr. Byla poslána do stejné školy, Dun Lughaidh Convent, jako její sestry. Caroline pracovávala u McManus’s (hospoda její tety) v Dundalku spolu se svými sestrami. Caroline a Sharon nazpívali "No frontiers", cover písně Jimmyho MacCarthyho.
Její rodiče hráli balady a folkové melodie v místních hudebních kapelách a vytvořili svou vlastní kapelu jménem „Sound Affair“. Jean zpívala a Gerry hrál na klávesy a vystupovali s předělávkami písniček různých známých kapel. Caroline a její sourozenci byli vystavení hudbě už od velmi útlého věku a cestovali spolu s Jeanem a Gerrym na koncerty v malém rodinném autě.
Carolinin otec Gerry jí učil hrát na piano ve velmi nízkém věku, stejně jako ostatní sourozence. Učila se také na bodhrán pomocí sledování videí, kde na něj tradiční irští muzikanti hrávali.

## Osobní život
Caroline je vdala za svého dlouholetého přítele Franka Woodse v srpnu 2002 na Mallorce ve Španělsku. Jejich první dítě, Jake, se narodil 12. února 2003.

## Charitativní činnost
Caroline spolu se svými sourozenci se věnovali charitativní činnosti, hráli koncerty a získané peníze posílali potřebným ať to byly oběti válek nebo finanční pomoc nemocnicím. Za své zásluhy v hudbě a charitativní činnosti je stejně jako její sestry a bratr držitelka řádu britského impéria udělený osobně britskou královnou Alžbětou II.

## Diskografie
Hlavní článek The Corrs diskografie